# Ahretoft

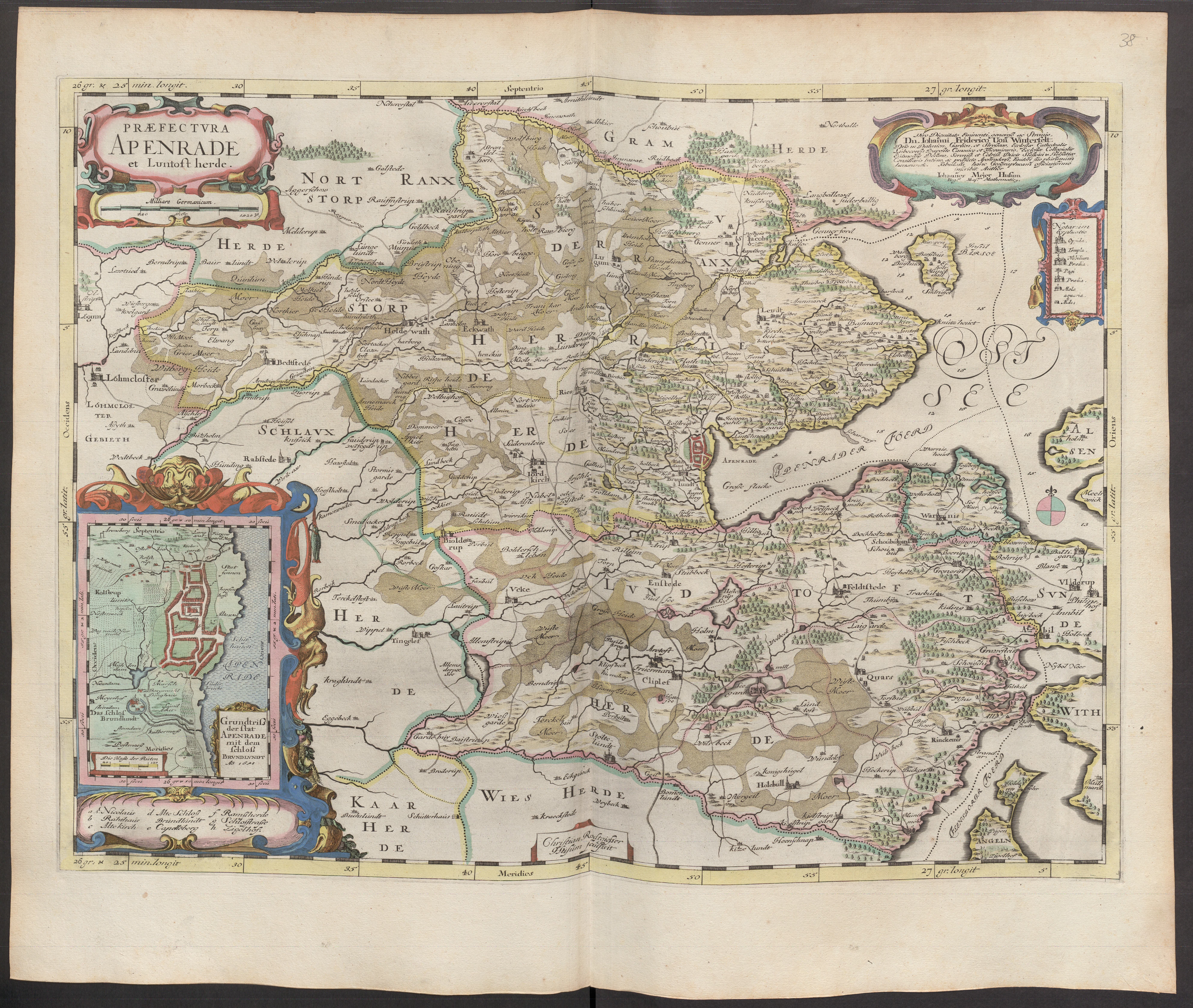
Karte Praefectura Apenrade et Luntoft Herde, 1648

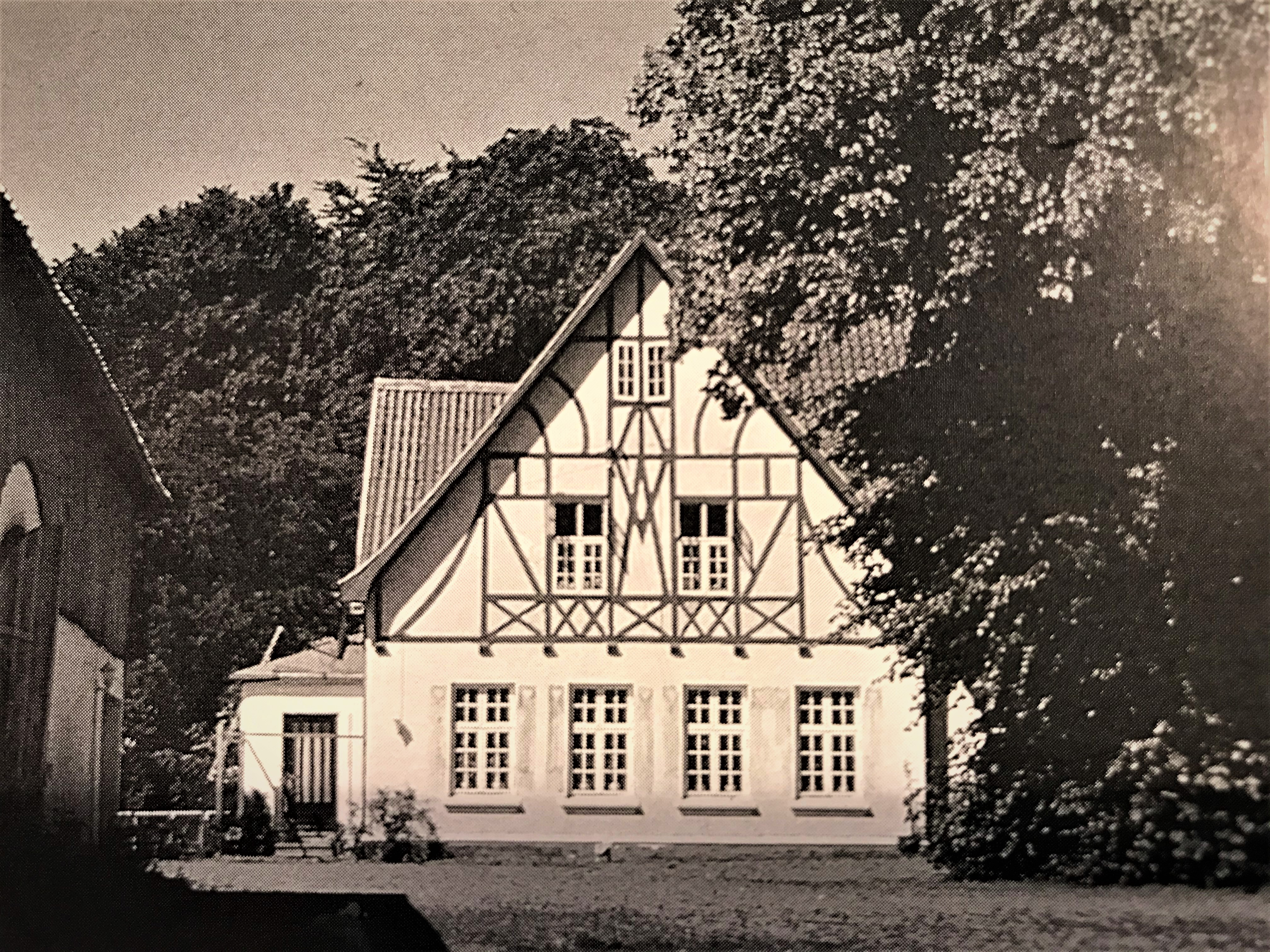
Ahretoft um 1990

Ahretoft (dänisch Årtoft oder Aartoft) ist ein ehemaliges adeliges Gut im Grenzbereich zwischen Deutschland und Dänemark.

## Name
Das altnordische Wort „Árr“ heißt Diener oder Vertreter und ist oft eine Bezeichnung für einen hochrangigen königlichen Beamten.

## Lage
Das Gut liegt in der Gemeinde Kliplev, Lundtoft Herde, Apenrade, Nord-Schleswig. Der Stammhof liegt zwischen Flensburg und Apenrade nah an Ochsenweg.
Rund 100 m nordwestlich von Ahretoft liegen die denkmalgeschützten Reste von Grabhügels aus der Steinzeit. (54° 57′ 16″ N, 9° 22′ 33,3″ O)

## Geschichte
Ahretoft wurde zuerst im Jahr 1494 erwähnt, als es mit dem nahgelegene Visgaard zusammengelegt wurde. Es ist anzunehmen, dass Ahretoft bereits älter war. Ahretoft war von 1535 bis 1725 Eigentum des Adelsgeschlechts Ahlefeldt an Seegaard, was auch in der Gemeinde Kliplev liegt. Das Hauptgebäude von 1748 brannte im Jahr 1912 nieder und wurde dann ersetzt durch ein neues Hauptgebäude in Gründerzeitarchitektur, welches im Jahr 2006 ebenfalls niederbrannte.

## Historische Belege
Die Topografie von Ahretoft ist auf der Landkarte „Praefectura Apenrade et Luntoft Herde“ von Iohannes Mejer Jahr 1648 abgebildet. Des Weiteren ist es im Jahr 1770 in der Vollständigere Staatsbeschreibung des Herzogthums Schleswig von Johann Friedrich Hansen erwähnt. Weiterhin im Jahr 1837 in der Topographie des Herzogthums Schleswig von Johannes von Schrödèr.